# Angel Kosmač
Angel Kosmač, duhovnik, kulturni delavec, * 28. avgust 1923, Zabrežec pri Borštu (Trst), † 17. maj 2005, Trst.

## Življenje in delo
Angel Kosmač se je rodil v majhni vasici Zabrežec (občina Dolina, pokrajina Trst), oče je bil Lovrenc, kmet, mati Marija (rojena Petaros). Do tretjega razreda osnovne šole se je šolal v Borštu pri Trstu, 4. razred kot pripravnico v Alojzijevišču v Gorici, nato 6 razred klasične gimnazije v Malem semenišču v Gorici, zadnja dva v Malem semenišču v Kopru, bogoslovje je opravil v Gorici. V duhovnika je bil posvečen 22. aprila 1946 v Trstu.  Medtem je bil dve leti prefekt v Kopru, po psvetitvi je bil nekaj mesecev diakon, nato župnijski upraviltelj po raznih župnijah v Slovenski Istri: Gradin, Pregara (Sočerga), Topolovec. Leta 1950 je bil kot slovenski kaplan pri Sv. Jakobu v Trstu, med leti 1951–52 v Rojanu, občasno ob nedeljah in praznikih tudi v Ospu in Tinjanu, do jeseni 1956 na Opčinah in njenih podružnicah. Nato je jeseni leta 1956 odšel na študij na Gregoriano in na Papeški vzhodni inštitu v Rimu (stanoval v papeškem zavodu Russicum), kjer je leta 1960 doktoriral iz vzhodnega cerkvenega prava, medtem je v poletnih mesecih potoval po Evropi in se udeleževal tečajev na Institut Catholique v Parizu. Po zaključenih študijih je bil nekaj mesecev župnijski upravitelj in namestnik v Dolini, od jeseni leta 1960 pa je postal župnik v Ricmanjih in pri Domju. Medtem je učil kot katehet na raznih slovenskih osnovnih, nižjih srednjih in nekaj časa na višjih srednjih šolah .
Od leta 1962 je bil v odboru obnovljenega Apostolstva sv. Cirila in Metoda (ACM) v Trstu, od leta 1969 pa voditelj Ekumenskega centra v Trstu, kasneje je sedež obeh ustanov prenesel od Sv. Ivana v Trstu v Baragov dom v Ricmanje, nato v Dom blaženega Leopolda Mandiča pri Domju, ki ju dal sam zgraditi oziroma je bil glavni pobudnik za njihovo gradnjo. Med leti 1976–80 je bil dekan openske dekanije, dal je pobudo za ustanovitev odsekov Vincencijeve konference v Rojanu in na Opčinah ter Marijine legije na Opčinah in v Ricmanjih, prav tako za podružnični cerkvi v Banih in na Konkonelu. Bil je zelo goreč ekumenski delavec in vsako leto je pripravljal Teden edinosti v Trstu in Cirilmetodovo nedeljo na Vejni pri Trstu . Organiziral in vodil je vsakoletna ekumenska romanja, tudi z verniki iz Goriškega.
Angel Kosmač je bil zelo ploden publicist: od leta 1957 je sodeloval v Ekumenskem zborniku (Kraljestvo božje) v Rimu in Trstu, od leta 1969 je več let pisal v Koledar Goriške Mohorjeve družbe , od leta pa 1970 je sodeloval pri ekumenskem zborniku V edinosti . Občasno je sodeloval tudi s tednikom Katoliški glas in pisal v Zaliv ter v druge publikacije .
Angel Kosmač je sodeloval pri pisanju knjig ali pa jih je kar sam napisal:
- Človek išče resnico: ob tisočletnici krščanstva v Rusiji [8]
- Ruska cerkev: ob tisočletnici krščanstva v Rusiji [9]
- Slovenski kristjani na Tržaškem [10]
- Ricmanje včeraj in danes ali Kratek sprehod skozi zgodovino neke vaške in cerkvene skupnosti [11]
- Boršt skozi čas [12]
- Trnjeva pot slovenskega duhovnika: spomini [13]

Angel Kosmač je tudi ustanovil Etnografski muzej v Ricmanjih, saj je mnogo let pridobival in zbiral bodisi cerkvene predmete kot predmete iz vsakdanjega življenja prebivalcev Ricmanj in sosednjih krajev, kajti prepoznal ji je kot pomemben del slovenske kulturne dediščine .